# AMC Ambassador

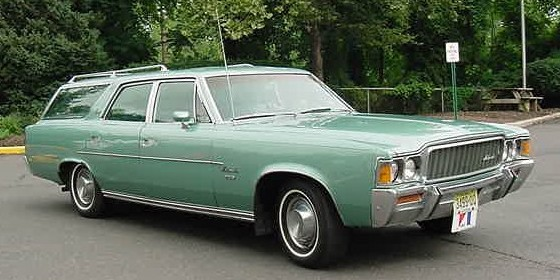
AMC Ambassador (1971)

AMC Ambassador (även AMC Ambassador, Ambassador V-8 by Rambler och Rambler Ambassador) var American Motors Corporation (AMC) toppmodell och tillverkades i olika generationer 1958–1974. Alla Ambassador-modeller tillverkades i Kenosha, Wisconsin.